# South Kensington

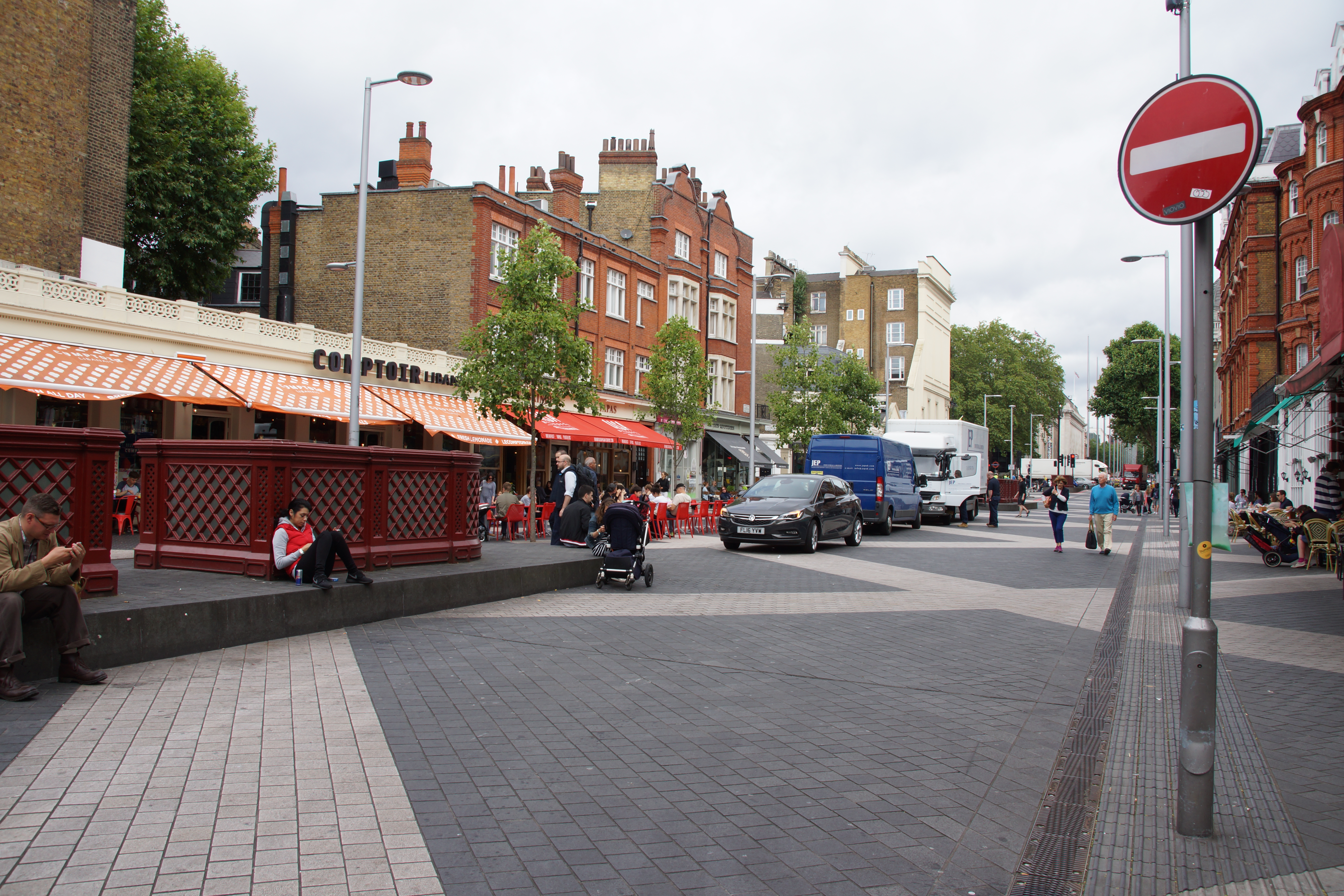
O bairro de Kensington, em Londres.

South Kensington é um bairro localizado no borough de Kensington e Chelsea, em Londres.